# Nandidrug

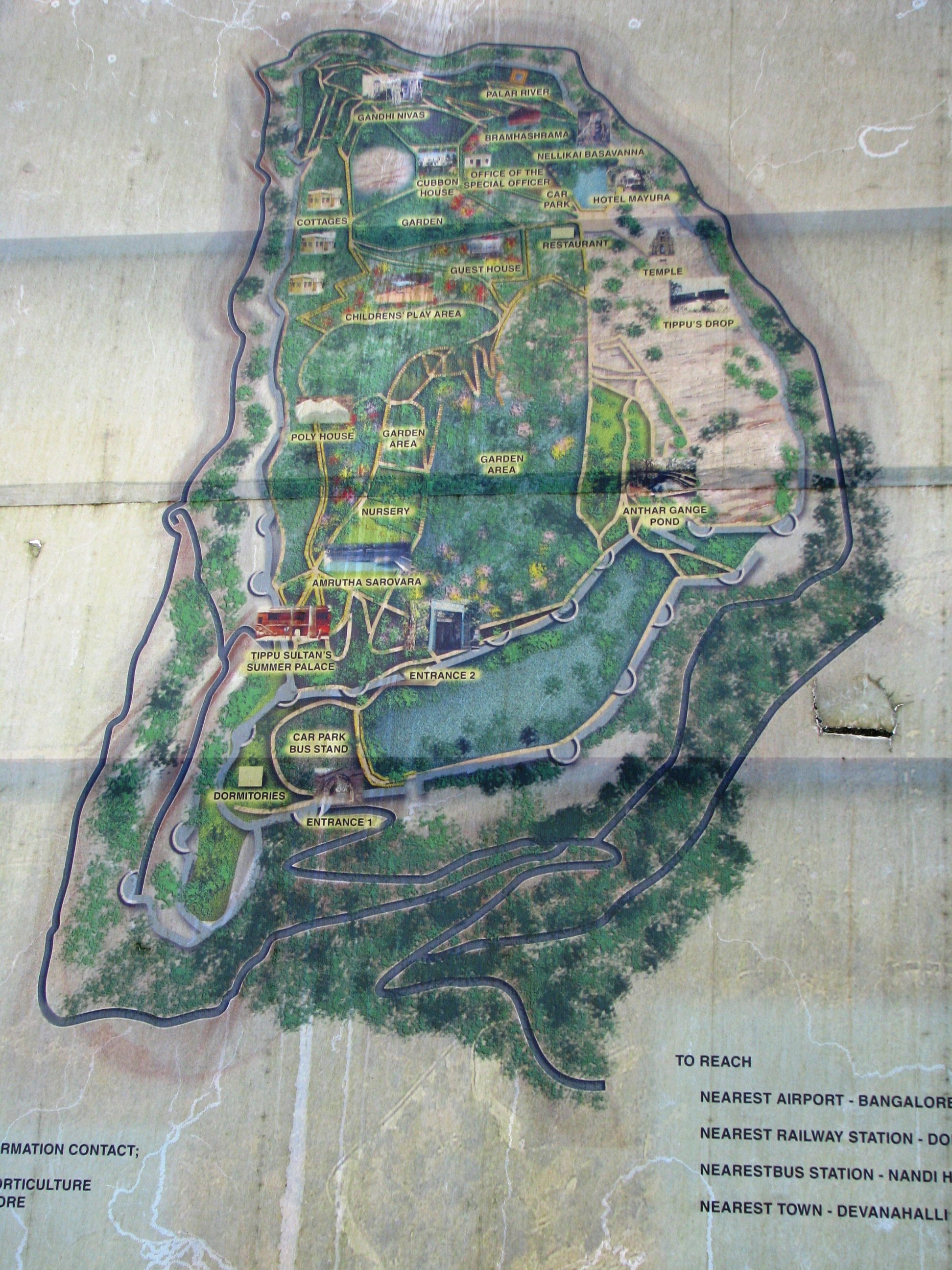
Plànol

Nandidrug, Nandidroog, Nandidurg és una fortalesa al cim d'unes muntanyes anomenades turons Nandi (Nandi Hills), de 1.504 metres d'altura, al districte de Chikkaballapur (a Karnataka). El cim dels turons és pla i al centre hi ha un buit amb una construcció de fusta i un tanc d'aigua anomenat Amrita-sarovara o llac del nèctar, on es pot accedir per passos de pedra pels quatre costats. Aquesta fortalesa és considerada tradicionalment l'origen del riu Palar al costat est i el Arkavati a l'oest.
Del segle II al XI fou una fortalesa dels reis gangues (jainistes) que portaven el títol de senyors de Nanda- 
giri. Amb la conquesta cola al començar el segle x,I el nom fou canviat a Nandigiri, que vol dir "turó de Nandi" (Nandi és el brau de Xiva). Probablement la muntanya fou fortificada primer pels sobirans de Chikballapur, però les fortificacions existents encara són del temps d'Haidar Ali i Tipu Sultan, després de la seva conquesta pels marathes el 1770. Un precipici a l'angle sud-oest és anomenat Tipu's Drop i encara perviu la llegenda que afirma que justament en aquest precipici el raja feia tirar al buit als seus presoners. Aquesta fortalesa fou capturada en una acció memorable per Lord Cornwallis el 19 d'octubre de 1791.

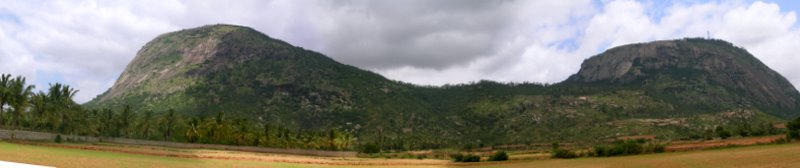
Panoràmica